# Niederhutstraße 73

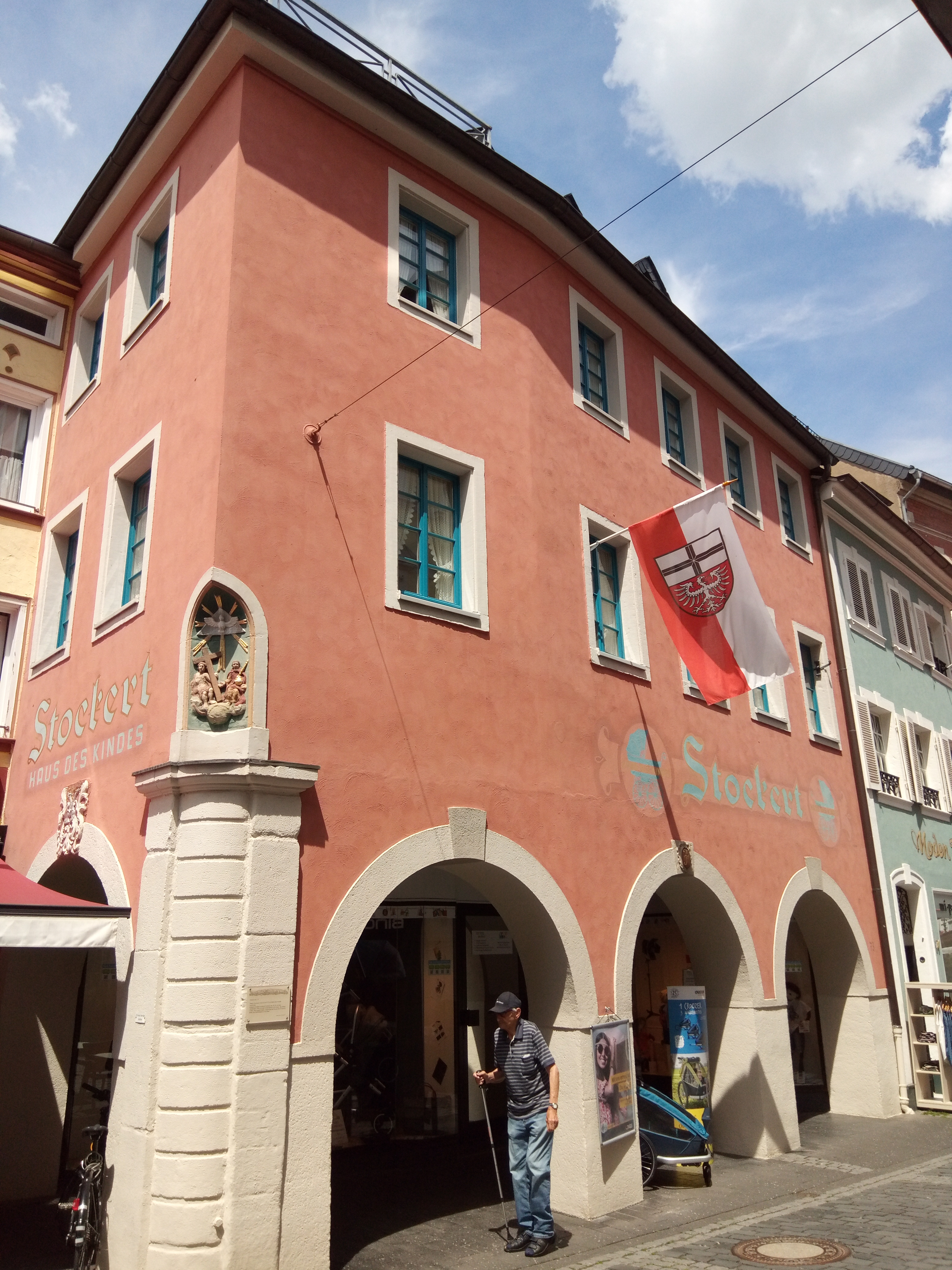
Gebäude Niederhutstraße 73 in Ahrweiler

Das Gebäude Niederhutstraße 73 in Ahrweiler, einem Stadtteil von Bad Neuenahr-Ahrweiler im Landkreis Ahrweiler in Rheinland-Pfalz, wurde 1766 errichtet. Das Wohn- und Geschäftshaus ist ein geschütztes Kulturdenkmal. 
Der dreigeschossige barocke Putzbau hat an der vorspringenden Hausecke ein Relief in Haustein mit der Darstellung der Dreifaltigkeit. Die straßenseitige Fassade ist mit einem Laubengang mit Rundbögen ausgestattet.